# Udzierz (jezioro)
Udzierz – płytkie jezioro przepływowe położone na skraju Borów Tucholskich (gmina Osiek, powiat starogardzki, województwo pomorskie), objęte ochroną rezerwatu Jezioro Udzierz.
Powierzchnia całkowita według różnych źródeł wynosi od 121,5 do 132,7 ha, a głębokość maksymalna 2,1 m.